# David Gregory
David Gregory   (Aberdeen, 3 de juny de 1659 - Maidenhead, 10 d'octubre de 1708) (segons la grafia escocesa Gregorie) va ser un astrònom i matemàtic escocès dels segles XVII-XVIII, propagador de les tesis de Newton.

## Vida
David Gregory era nebot del reputat matemàtic del segle xvii James Gregory. Va ingressar amb només dotze anys al Marischal College de la Universitat d'Edimburg, el mateix college del seu oncle. Dos dels seus germans, també van ser professors de matemàtiques: James a Edimburg i Charles a la universitat de Saint Andrews.
Després d'uns anys al continent, bàsicament a França i Holanda, on va estudiar a la universitat de Leiden, va retornar a Escòcia, on el 1683, va ser escollit professor de matemàtiques a la universitat d'Edimburg, amb només vint-i-quatre anys. En aquests anys, va començar els seus ensenyaments del sistema newtonià i va estudiar els problemes de l'òptica. Amb el seu amic, el metge Archibal Pitcairne, va crear un cercle de newtonians episcopalians escocesos que va tenir un fort impacte en el desenvolupament científic futur d'Escòcia.
El 1690, en el nou regnat de Guillem II, alguns professors de la universitat van ser deposats per inconvenients amb les noves doctrines religioses i polítiques presbiterianes. Gregory, malgrat haver estat considerat ateu, inclinat a dir paraulotes i profanar les festes, no va ser expulsat. Això no obstant, aquest mateix any, va abandonar Edimburg per anar a Londres.
L'any 1691 és escollit savilian professor d'astronomia de la Universitat d'Oxford, càrrec que mantindrà fins a la seva mort i sent aquests els anys més actius de la seva activitat científica.
En aquests darrers anys va rebre múltiples honors: fellow de la Royal Society el 1692, master del Balliol College el 1693, gerent de la ceca escocesa el 1704, preceptor reial el 1699, etc.
Gregory va morir en una pensió de Maidenhead quan, retornant d'un viatge terapèutic, es va trobar indisposat i es va detenir en aquesta població. El seu amic i col·lega matemàtic (que també era metge) John Arbuthnot el va assistir en els seus darrers moments sense poder fer res.

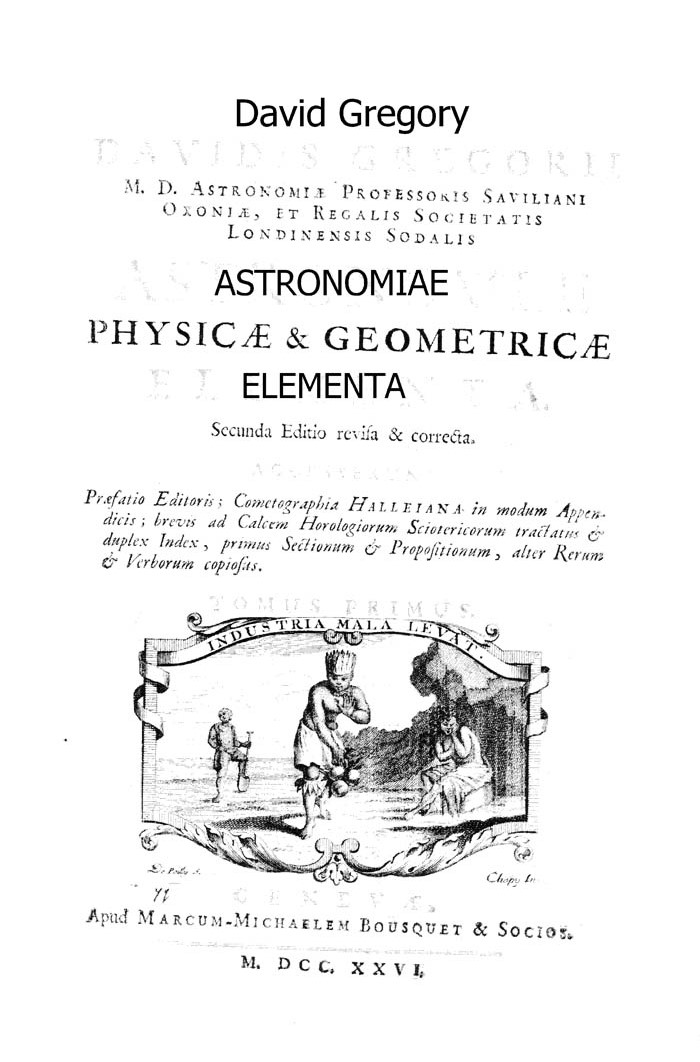
Astronomiae physicae et geometricae elementa, 1726

## Obra
A les universitats d'Edimburg, Saint Andrews i Oxford es conserven uns quatre-cents manuscrits sobre temes matemàtics, físics i astronòmics que no han estat objecte d'edició completa.
A part dels nombrosos articles publicats a les Philosophical Transactions, a Acta Eruditorum i altres revistes, la seva obra publicada és la següent:
- Exercitatio geometrica de dimensione curvarum (Edimburg, 1684)
- Institutionum astronomicarum (Edimburg, 1685)
- Catoptricae et dioptricae sphericae elementa (Oxford, 1695)
- Astronomiae physicae & geometricae elementa (Oxford, 1702)
- Una edició completa dels Elements d'Euclides (Oxford, 1704)

Entre d'altres aportacions originals, se li atribueix haver estat el primer matemàtic en afirmar la resistència de l'arc catenari i haver descobert, simultàniament amb Leibniz, la sèrie de Gregory-Leibniz.
El 1745, i basant-se en les seves classes, Colin Maclaurin publicarà el Treatise of Practical Geometry.